# Equality (Illinois)
Equality – wieś w Stanach Zjednoczonych, w stanie Illinois, w hrabstwie Gallatin.